# Stadtlandschaften
Stadtlandschaften ist ein Dokumentarfilm des DEFA-Studios für Dokumentarfilme von Karlheinz Mund aus dem Jahr 1982.

## Handlung
Die Stadt, in der Menschen wohnen, ist eine von Menschen geschaffene gegenständliche Welt, die unser Zusammenleben prägt, ob wir es bemerken oder nicht. Sich und uns ein Bild von der Stadt machen, ist das Anliegen der drei Maler Konrad Knebel, Uwe Pfeifer und Klaus Magnus, die in diesem Film über ihre Arbeit sprechen und von denen jeder die Stadt ganz anders sieht. Sie dokumentieren nicht nur Zustände und Wandlungen einer Stadt, sondern sind vor allem eine Form der Auseinandersetzung mit der Umwelt, mit Lebensbedingungen und sozialen Beziehungen.
Konrad Knebel gilt in der Berliner Kunst als der Meister der Stadtlandschaft, der mit impressionistischer Malkultur in Tempera- und Ölfarben die alten Straßen seiner Umgebung im Berliner Stadtbezirk Prenzlauer Berg, in ihrem ganz eigenen Reiz erfasst, obwohl die schachbrettmäßig angeordneten Straßen überall gleich und somit nicht sehr interessant scheinen. Für Konrad Knebel werden die Häuser aber interessant, da sie für ihn so etwas wie ein Gesicht besitzen, denen man ansieht, was sie in den Zeiten seit seiner Kindheit bis heute erlebt haben. Diese Bilder gibt es nicht nur aus Berlin, sondern auch aus Karl-Marx-Stadt und Zwickau, aber er bleibt immer bei seinem Thema.
Der Grafiker Klaus Magnus, der am Rande der Großstadt in Berlin-Altglienicke lebt, hat in großformatigen Zeichnungen, mit verschiedenen grafischen Techniken, den Stadtlandschaften neue Ausdrucksmöglichkeiten gegeben. Im Verfall der Häuser liest er die Spuren menschlicher Schicksale. Er beschäftigt sich immer wieder neu mit Berlin, seit er vor Jahren hierhergezogen ist. Er weiß nur nicht, wie lange dieses Verlangen anhält, jedoch solange es besteht, muss er es loswerden. Die Häuser lassen ihm den Freiraum, den er braucht, um seiner Phantasie freien Raum zu lassen.
Uwe Pfeifers Gestaltung der problemreichen Beziehungen zwischen neuer Lebensumwelt und dem Handeln der Menschen, sind Gegenstand lebhafter Diskussionen geworden. Wenn er immer wieder in grellen künstlichen Farben die Passanten zwischen den modernen Neubauten und in den S-Bahn-Tunneln von Halle-Neustadt abbildet, dann ist das wie ein Abbild der Gesellschaft, die ihre Probleme hinter glatten Fassaden zu verbergen sucht.

## Produktion und Veröffentlichung
Stadtlandschaften wurde von der KAG document auf ORWO-Color gedreht und am 2. April 1982 das erste Mal öffentlich vorgeführt.

## Kritik
Detlef Friedrich schrieb in der Berliner Zeitung, dass ein vierter bildender Künstler nur im Abspann vorkommt. Es ist der Kameramann Christian Lehmann, der mit seiner Kamera Bilder formt, wie die Maler mit Pinsel und Stift.